# 유제건
유제건(2004년 ~ )은 대한민국의 배우이다.

## 연기 활동

### 드라마
- 2012년 KBS2 단막극 《KBS 드라마 스페셜 - 칠성호》 ... 조동구 역
- 2012년 KBS2 수목드라마 《세상 어디에도 없는 착한남자》 ... 제건 역
- 2013년 KBS2 월화드라마 《굿 닥터》 ... 박호석 역
- 2013년 JTBC 일일드라마 《가시꽃》 ... 은석 역
- 2014년 tvN 월화드라마 《라이어게임》 ... 어린 강도영 역 (신성록 아역)
- 2016년 tvN 월화드라마 《치즈인더트랩》 ... 어린 백인호 역 (서강준 아역)
- 2018년 MBC 월화드라마 《배드파파》 ... 어린 김용대 역 (이다윗 아역)